# Teglgårdsvej Station
Teglgårdsvej Trinbræt er en dansk jernbanestation i den vestlige del af byen Hjørring i Vendsyssel. Trinbrættet ligger på Hirtshalsbanen mellem Kvægtorvet Trinbræt og Herregårdsparken Trinbræt.